# Маркис-ди-Соза
Маркис-ди-Соза (порт. Marques de Souza) — муниципалитет в Бразилии, входит в штат Риу-Гранди-ду-Сул. Составная часть мезорегиона Восточно-центральная часть штата Риу-Гранди-ду-Сул. Входит в экономико-статистический микрорегион Лажеаду-Эстрела. Население составляет 4497 человек на 2006 год. Занимает площадь 125,175 км². Плотность населения — 35,9 чел./км².

## Статистика
- Валовой внутренний продукт на 2003 составляет 42 872 902,00 реала (данные: Бразильский институт географии и статистики).
- Валовой внутренний продукт на душу населения на 2003 составляет 9790,57 реала (данные: Бразильский институт географии и статистики).
- Индекс развития человеческого потенциала на 2000 составляет 0,795 (данные: Программа развития ООН).